# Grupo Técnico de Diputados Independientes - Grupo Mixto
El Grupo Técnico de Diputados Independientes (TDI) fue un grupo mixto político heterogéneo con escaños en el Parlamento Europeo después de las elecciones europeas de 1999 el grupo duro desde 1999 a 2001. A diferencia de otros grupos políticos del Parlamento Europeo, no tenía una complexión política coherente. Su existencia motivó un examen de cinco años sobre si los Grupos mixtos eran compatibles con el Parlamento. Después de múltiples apelaciones ante el Tribunal Europeo de Primera Instancia (ahora conocido como el Tribunal General) y el Tribunal Europeo de Justicia, finalmente se respondió la pregunta: no se permitirían Grupos abiertamente mixtos.

## Historia

### Creación del TDI
Los eurodiputados del Parlamento Europeo se organizan en Grupos según líneas ideológicas, no nacionales. Se supone que cada Grupo tiene un conjunto común de principios políticos (conocido como una "afinidad" o "complejidad" común), y cada Grupo así formado recibe beneficios. Esto pone en desventaja a los eurodiputados que no pueden formar grupos. En el pasado, el Parlamento solucionaba esto formando Grupos con puntos en común muy tenues, y el Parlamento hacía la vista gorda. Pero el punto crítico llegó el 20 de julio de 1999, cuando se formó el Grupo ("TDI" en francés: technique des deputés indépendants y "TGI" en inglés: Technical Group of Independents). El Grupo estaba formado por la asociación espectacularmente improbable del Frente Nacional Francés de extrema derecha, la Lega Nord de Italia, separatista y regionalista, y la Lista Bonino de los liberales Italianos.  Además, la carta del 19 de Julio ("declaración constitutiva") por la que se creó el Grupo hizo hincapié en la independencia política de los miembros del Grupo entre sí:

Los diversos miembros signatarios afirman que son políticamente totalmente independientes entre sí...

En la sesión plenaria del 20 de julio de 1999, el presidente del Parlamento anunció la creación del Grupo TDI.

### Objeciones a su creación
Al considerar que no se habían cumplido las condiciones establecidas por el Reglamento del Parlamento Europeo para la constitución de los Grupos, los líderes de los demás Grupos pidieron una interpretación a la Comisión de Asuntos Constitucionales. La Comisión de Asuntos Constitucionales dictaminó que la declaración constituyente infringía la Regla 29(1), afirmando que:

No es aceptable la creación de un grupo que rechace abiertamente cualquier carácter político y toda afiliación política entre sus miembros...

### Primera disolución
El Parlamento fue notificado el 13 de septiembre de 1999 de la sentencia. Los miembros del TDI hicieron dos propuestas para modificar el Reglamento y permitir la formación de Grupos mixtos (una de las cuales fue firmada por otros 68 miembros), pero al día siguiente el Parlamento aprobó (412 a 56 con 36 abstenciones) la propuesta de la Comisión de Asuntos Constitucionales. La interpretación del artículo 29, disolviendo por la fuerza el Grupo ("el acto del 14 de septiembre de 1999"), y haciendo el 13 de septiembre de 1999 el último día de existencia del Grupo.

### Recursos ante el Tribunal de Primera Instancia
El 5 de octubre de 1999, los eurodiputados Jean-Claude Martinez y Charles de Gaulle interpusieron cada uno un recurso ante el Tribunal de Primera Instancia. El primero (Caso T-222/99R) se basaba en el artículo 242 del  tratado constitutivo de la Comunidad Europea y tenía por objeto suspender la ejecución del acto de 14 de septiembre de 1999. El segundo (Caso T-222/99) se basaba en el artículo 230 del tratado constitutivo de la Comunidad Europea y tenía por objeto anular el acto del 14 de septiembre de 1999.
El primer recurso (Caso T-222/99R) fue confirmado, y el acto de 14 de septiembre de 1999 fue suspendido por el Juzgado de Primera Instancia el 25 de noviembre de 1999.

### Resurrección
El Grupo resucitó temporalmente el 1 de diciembre de 1999  hasta que el Tribunal se pronunció sobre la segunda apelación. El Presupuesto del año estaba algo adelantado, pero la Comisión de Presupuestos consiguió reunir el dinero para dar al TDI las dietas de secretariado y 14 puestos temporales a los que tenía derecho un Grupo de su tamaño.

### El Tribunal de Primera rechaza los recursos
Mientras tanto, al segundo recurso (Caso T-222/99) se le habían sumado otros dos, uno (Caso T-327/99) del Frente Nacional como persona jurídica, el otro (Caso T-329/99) de la Lista Bonino como persona jurídica y de Emma Bonino, Marco Pannella, Marco Cappato, Gianfranco Dell'Alba, Benedetto Della Vedova, Olivier Dupuis y Maurizio Turco como personas físicas.
El 2 de octubre de 2001, el Tribunal de Primera Instancia dictó su sentencia (2002/C 17/20). Consideró que el artículo 230 del tratado constitutivo de la Comunidad Europea no contradecía el acto del 14 de septiembre de 1999. Acumuló los tres recursos, los desestimó y condenó a los demandantes al pago de los costes.

### Segunda disolución
La presidenta Fontaine anunció que el Tribunal de Primera Instancia había declarado en contra de la apelación y que la disolución volvía a estar en vigor a partir del 2 de octubre de 2001, fecha de la declaración. El TDI apareció en la lista de Grupos Políticos del Parlamento Europeo por última vez el 4 de octubre de 2001.

### Recursos ante el Tribunal de Justicia de la Unión Europeas
El 11 de octubre de 2001, Gianfranco Dell'Alba, en nombre de TDI, anunció que apelaría la decisión del Tribunal de Primera Instancia ante el Tribunal de Justicia de las Comunidades Europeas. En tal caso, se interpusieron dos recursos ante el TJUE: uno (Caso C-486/01 P) del Frente Nacional como persona jurídica el 17 de diciembre de 2001, el otro (Caso C-488/01 P) de Jean-Claude Martínez como individuo el 11 de diciembre de 2001.

### El Tribunal de Justicia Europeo rechaza los recursos
El recurso de Martínez fue desestimado (2004/C 59/03) y condenado al pago de los costes el 11 de noviembre de 2003. El recurso del Frente Nacional se prolongó otros seis meses, pero finalmente también fue desestimado (2004/C 217/01) y condenado al pago de los costes el 29 de junio de 2004.

### Resultado final
Después de cinco años y varios recursos ante el Tribunal de Primera Instancia y el Tribunal de Justicia, el principio quedó sentenciado: no se permitiría la existencia de Grupos mixtos.

## Consecuencias
Mientras que el Parlamento y los Tribunales se preocuparon por la existencia de TDI, la Comisión de Asuntos Constitucionales examinó las implicaciones de los Grupos mixtos y la cuestión más amplia de los Grupos políticos per se.

### Justificación del Grupos
Durante las deliberaciones de diciembre de 1999, la Comisión de Asuntos Constitucionales expuso la justificación de la existencia de los Grupos:

La mayoría de los parlamentos, por razones obvias de racionalización de su trabajo, limitan el margen para que los miembros individuales actúen individualmente. Debe lograrse un equilibrio entre los derechos de los diputados individuales y la necesidad de garantizar que el parlamento pueda funcionar con eficacia... El papel específico que se otorga a los grupos políticos en este equilibrio general de derechos y responsabilidades se basa en el hecho de que reúnen a los diputados según su afinidad política. Por lo tanto, pueden dar mandato a los miembros para que hablen en su nombre, presenten enmiendas y los representen en la Conferencia de Presidentes. Esta es una importante racionalización del trabajo del Parlamento. En lugar de que 626 miembros individuales presenten sus propios textos, enmiendas, etc. y todos deseen hablar sobre cada tema, el sistema de grupo permite que los oradores, las mociones, las enmiendas, etc. se presenten en nombre de un gran número de miembros con ideas afines. Un Grupo 'Técnico' o 'Mixto' sin afinidad política no podría operar de esta manera. ¿En nombre de quién se presentarían enmiendas, por ejemplo, o se propondrían mociones? Si los miembros del Grupo no tienen afinidad política alguna, entonces los derechos ejercidos 'en nombre del Grupo' serían de hecho ejercidos en nombre de componentes individuales del Grupo (ya sean miembros individuales o partidos dentro del Grupo), dando así dichos componentes derechos no disfrutados por componentes comparables de otros grupos.

### Modificaciones al Reglamento
En agosto de 2003, el Comité recomendó cambios a las Reglas de Procedimiento que establecerían los beneficios y el financiamiento que se brindaría a los Grupos, y de igual forma aquellos para los No Inscritos (los miembros no agrupados). Estos cambios se implementaron más tarde.

### Situación en febrero de 2008
A partir de febrero de 2008, el Reglamento del Parlamento formula el requisito de que los Grupos tengan una afinidad política común (Regla 29), define a los Grupos como órganos que forman parte de la Unión Europea (Regla 30), establece los beneficios disponibles para los Grupos (Regla 30) y No Inscritos (Regla 31), y quién decide qué posiciones obtiene cada Grupo (Regla 32).
El requisito de una afinidad común se basa en el principio de "no preguntes, no digas": se supone que los Grupos la tienen en virtud de su existencia y, siempre que no actúen de manera evidente en contra de esa suposición, el Parlamento no investigará demasiado de cerca. Si los miembros del Grupo niegan su afinidad común, entonces el Grupo puede ser impugnado y disuelto. El texto exacto de la regla 29, parte 1 es:

El Parlamento no necesita normalmente evaluar la afinidad política de los miembros de un grupo. Cuando se constituye un grupo con arreglo al presente artículo, los miembros del mismo aceptan por definición que existe entre ellos una afinidad política. Sólo es preciso que el Parlamento evalúe si el grupo se ha constituido de conformidad con el Reglamento cuando los diputados interesados niegan la existencia de dicha afinidad.

Estos requisitos tuvieron implicaciones para la formulación del Grupo de extrema derecha "Identidad, Tradición, Soberanía" en 2007.

## Partidos miembros en el 23 de julio de 1999
El Grupo se fundó el 20 de julio con 29 miembros, pero el 21 de julio se marcharon nueve miembros todos del partido Alianza Nacional (Angelilli, Berlato, Fini, Musumeci, Muscardini, Nobilia, Poli Bortone, Segni y Turchi) y el 22 de julio dos miembros (Koldo Gorostiaga y Marco Formentini), dejando una membresía de 18 el 23 de julio.
| País          | País      | Partido          | Partido   | Miembros del grupo |
| País          | Diputados | Partido Nacional | Diputados | Miembros del grupo |
| ------------- | --------- | ---------------- | --------- | --- |
| Francia       | 5/87      | Frente Nacional  | 5/87      | Jean-Marie Le Pen, Bruno Gollnisch, Carl Lang, Charles De Gaulle, Jean-Claude Martinez                                   |
| Bélgica       | 2/25      | Bloque Flamenco  | 2/25      | Frank Vanhecke, Karel C.C. Dillen                                                                                        |
| Italia        | 11/87     | Lista Bonino     | 7/87      | Gianfranco Dell'alba, Benedetto Della Vedova, Emma Bonino, Marco Cappato, Marco Pannella, Maurizio Turco, Olivier Dupuis |
| Italia        | 11/87     | Liga Norte       | 3/87      | Francesco Speroni, Umberto Bossi, Gian Paolo Gobbo                                                                       |
| Italia        | 11/87     | Llama tricolor   | 1/87      | Roberto Felice Bigliardo                                                                                                 |
| Unión Europea | 18/626    | Total            | Total     | Total |

## Miembros anteriores
| País          | País      | Partido            | Partido   | Miembros del grupo | Salida del grupo                                                                           |
| País          | Diputados | Partido Nacional   | Diputados | Miembros del grupo | Salida del grupo                                                                           |
| ------------- | --------- | ------------------ | --------- | --- | ------------------------------------------------------------------------------------------ |
| España        | 1/64      | Euskal Herritarrok | 1/64      | Koldo Gorostiaga | El 22 de julio de 1999 dejó el grupo. Dos días después de la formación del grupo.          |
| Italia        | 10/87     | Ex-Liga Norte      | 1/87      | Marco Formentini | El 22 de julio de 1999 dejó el grupo. Dos días después de la formación del grupo.          |
| Italia        | 10/87     | Alianza Nacional   | 9/87      | Roberta Angelilli, Sergio Berlato, Gianfranco Fini, Sebastiano Musumeci, Cristiana Muscardini, Mauro Nobilia, Adriana Poli Bortone, Mariotto Segni y Franz Turchi | El 21 de julio de 1999 el partido dejó el grupo. Un día después de la formación del grupo. |
| Unión Europea | 11/626    | Total              | Total     | Total | Total                                                                                      |